# Chuzalongo
El chuzalongo o chuhuajinu, chiro o indio del monte es una criatura fantástica de la mitología del Ecuador, habitante de las peñas de los Andes.

## Origen
Existen diferentes versiones sobre el origen del chuzalongo, una versión indica que podría ser hijo del urcu-yaya y la urcu-mama, esto es, hijos del cerro. Otra versión más terrenal indica que podría ser el fruto de una relación incestuosa entre padres e hijos o entre hermanos. 
También hay versiones que indicarían que el mito del chuzalongo se habría originado en tiempo de los conquistadores españoles, y aprovechado también por los criollos, para eludir responsabilidades sobre la descendencia fruto de las relaciones entre estos y las amerindias, ya que el chuzalongo es descrito como un ser rubio y de ojos celestes.

## Características físicas
Según las distintas versiones, el chuzalongo presenta variaciones cuanto a su aspecto. De todos modos, siempre es descrito como un ser de rasgos humanoides, pequeño como un niño de 6 años, y de larga cabellera, que puede ser rubia, y de tez blanca y ojos celestes.
Hay versiones que lo describen con sus pies vueltos hacia atrás, lo cual le serviría para burlar a sus perseguidores. En general, es descrito como portador de un pene enorme, que debe llevar al hombro. También hay versiones que solo lo describen con un trozo de cordón umbilical aún prendido al ombligo, o que este sería realmente solo su pene saliéndole de esa zona.
Simbólicamente, el duende-niño, llamado el chuzalongo es como un hijo de todas las mujeres, lo cual da una doble carga incestuosa a su existencia, ya que esta criatura se caracteriza por sus agresiones sexuales hacia las mujeres.
Es muy similar al duende Tin-Tin quien es su versión costeña en el folclore de leyendas ecuatorianas.

## Actividades
El chuzalongo cuenta con un desenfrenado apetito sexual que lo lleva seducir audazmente o violar a las mujeres que encuentra solas y a las cuales, posteriormente, suele asesinar.
Se dice que también se alimentaría de la sangre de las personas, aunque no todas las versiones son coincidentes en este aspecto.
Se le considera que no es un ser malhumorado, aunque, en caso de irritarse, puede llegar a asesinar a las personas con un golpe de viento.